# Bernhard Bechler
Bernhard Max Bechler (* 9. Februar 1911 in Grün; † 30. November 2002 in Kleinmachnow) war Innenminister des Landes Brandenburg in der Sowjetischen Besatzungszone und Offizier der Wehrmacht sowie später der Nationalen Volksarmee.

## Leben
Als Sohn eines sächsischen Fabrikdirektors besuchte er zunächst das Gymnasium und schlug 1931 eine militärische Laufbahn bei der Reichswehr ein.

## Militärischer Werdegang in der Wehrmacht
Er erhielt eine Ausbildung zum Offizier, danach zum Zugführer in Bautzen. Von September 1938 bis September 1939 war Bechler zunächst als Leutnant Adjutant des Kommandeurs des Infanteriekommando 24 in Altenburg/Thüringen. Anschließend diente er von September 1939 bis Juni 1940 als Oberleutnant und Ordonnanzoffizier in der 87. Infanteriedivision. Nach seiner Beförderung zum Hauptmann war er als Kompanieführer in der 294. Infanteriedivision am Westwall eingesetzt, um anschließend von Juli bis August 1940 in die Offiziersreserve des Oberkommandos des Heeres (OKH) im Infanterie-Regiment 102 in Chemnitz versetzt zu werden. Bechler beendete eine Generalstabsausbildung ohne Prüfung und war von September 1940 bis März 1942 Adjutant des Generals z. b. V. Eugen Müller beim Oberkommando des Heeres (OKH) in Zossen. Im März 1942 wurde Bechler zum Kommandeur des I. Bataillons des Infanterie-Regiments 29 (mot.) der 3. Infanterie-Division (mot.) der 6. Armee ernannt und vorzeitig zum Major befördert.
Am 28. Januar 1943 wurde Bechler in der Schlacht von Stalingrad gefangen genommen und blieb bis 1945 in sowjetischer Kriegsgefangenschaft, anfangs in den Lagern Frolow und im Offizierslager Jelabuga an der Kama. 
Entgegen der gelegentlichen Darstellung in der Literatur war Bechler zu keiner Zeit Mitglied der NSDAP; eine Mitgliedschaft ist im Mitgliederarchiv der NSDAP nicht nachweisbar. Auch die in der Literatur gemachten Vorhaltungen, er habe am „Kommissarbefehl“ oder dem Operationsbefehl Barbarossa mitgewirkt, entbehren jeder Grundlage.

## Wirken im Nationalkomitee Freies Deutschland (NKFD) und im Bund Deutscher Offiziere (BDO)
Zeitzeugen wie Heinz Keßler attestierten Bechler als Folge der Katastrophe von Stalingrad und der von der Wehrmacht in der Sowjetunion praktizierten „Taktik der verbrannten Erde“ eine drastische innere Distanzierung von der NS-Ideologie und ein tiefgreifendes innerliches Umkehren. Bechler wurde Mitunterzeichner der Gründungsdokumente des Nationalkomitees Freies Deutschland (NKFD) am 12./13. Juli 1943 und am 11./12. September 1943 Gründungsmitglied und Vorstandsmitglied des Bundes Deutscher Offiziere in Lunjowo. Zudem war er Mitverfasser des „Aufrufes an die deutschen Generale und Offiziere! An Volk und Wehrmacht!“ vom 12. September 1943.
Noch 1943 erklärte sich Bechler in Lunowa (bei Moskau) zur aktiven Mitarbeit als Redakteur für die NKFD-Zeitung „Freies Deutschland“ und für Rundfunksendungen bereit. Im Jahr 1944 absolvierte er als Kriegsgefangener die „Zentrale Antifa-Schule“ in Krasnogorsk und war danach als einer von 4.000 Frontbeauftragten bei der 2. Weißrussischen Front der Roten Armee eingesetzt. In dieser Funktion unternahm es Bechler, durch Flugblattaktionen und Ansprachen über Grabenlautsprecher deutsche Wehrmachtssoldaten zu Kapitulation und zum Ergeben zu bewegen. Für seinen Einsatz im Kessel von Graudenz erhielt er 1945 den Orden des Vaterländischen Krieges II. Klasse. Mit der Roten Armee gelangte Bechler 1945 bis nach Berlin. Mitte Mai 1945 wurde Bechler aus sowjetischer Kriegsgefangenschaft entlassen.
Bechler selbst gab an, dass er wegen seiner Mitarbeit im NKFD und im BDO in Abwesenheit zum Tode verurteilt wurde. Eine mögliche Verurteilung durch das zuständige Reichskriegsgericht kann heute wegen der Vernichtung der Akten nicht mehr nachvollzogen werden. Eine Verurteilung durch den Volksgerichtshof scheidet wegen dessen Unzuständigkeit für Militärpersonen und des Todes des Volksgerichtshof-Präsidenten Freisler, nach dem dort keine Todesurteile mehr gefällt wurden, aus. Ob Bechler in Unehren aus der Wehrmacht ausgestoßen wurde, wie in der Literatur gelegentlich behauptet, ist nicht erwiesen.
Bechler war bis zum Kriegsende parteilos.

## Politischer Werdegang nach Kriegsende in Brandenburg
Nach seiner Entlassung aus der Kriegsgefangenschaft übernahm Bechler zunächst als Leiter eine Antifa-Schule bei Stettin. Im Auftrag der Politischen Hauptverwaltung der Roten Armee (GlawPURKKA), die Personalauswahl für die Provinzialverwaltung von Brandenburg vorzubereiten, setzte er als 3. Vizepräsidenten einer zu bildenden Provinzialverwaltung unter anderen das NKFD-Gründungsmitglied und ehemalige SPD-Mitglied in der Weimarer Republik Fritz Rücker ein. Nach den Moskauer „Richtlinien für die Arbeit der deutschen Antifaschisten“ vom 5. April 1945 sollte Bechler nicht nur Kommunisten, sondern „Antifaschisten“ unterschiedlichster parteipolitischer Orientierung und sozialer Herkunft in die Verwaltung Brandenburgs aussuchen, die in der „Frontschule“ der Roten Armee in Rüdersdorf/Brandenburg als deutsche Kriegsgefangene in Schnellverfahren zu Bürgermeistern und Landräten ausgebildet werden sollten.
Am 29. Juni 1945 wurde Bechler als Parteiloser zum 1. Vizepräsidenten der Provinzialverwaltung Brandenburg, zugleich Leiter der Abteilung für Inneres und Justiz und zugleich (bis Oktober 1948) Leiter der Provinzialkommissionen für Entnazifizierung und Bodenreform in Brandenburg ernannt. Die Sowjetische Besatzungsmacht bestätigte Bechlers Ernennung am 4. Juli 1945 und die Bildung der Provinz Brandenburg insgesamt mit Befehl 5 der SMAD am 9. Juli 1945. 
Nach der Brandenburgischen Landtagswahl im Oktober 1946 war Bechler vom 20. Dezember 1946 bis 8. September 1949 Innenminister der Provinzialregierung (ab 21. Juli 1947: Landesregierung) Brandenburg. Im Jahr 1946 wurde Bechler Mitglied der SED.

## Dienst in der Volkspolizei, der Kasernierten Volkspolizei der DDR und der NVA
Im September 1949 beendete Bechler seine politische Karriere und trat im Oktober 1949 in die Volkspolizei ein. Am 1. November 1950 erfolgte Bechlers Ernennung zum Chefinspekteur (entspricht Generalmajor) der Volkspolizei und Stabschef in der Hauptverwaltung Ausbildung (HVA) beim Ministerium des Innern der DDR. Ab 1. September 1952 war Bechler Stellvertretender Stabschef für Organisation der Kasernierten Volkspolizei (KVP) und wurde am 1. Oktober 1952 zum Generalmajor der Volkspolizei ernannt. Nach der Gründung der Nationalen Volksarmee (NVA) im Jahr 1956 wurde Bechler 1957 Stellvertreter des Chefs des Hauptstabes der NVA. Nach einer zweijährigen Generalstabsausbildung an der Generalstabsakademie der Sowjetarmee in der UdSSR war Bechler von 1959 bis 1965 Stellvertreter des Kommandeurs der Militärakademie der NVA für operativ-taktische Ausbildung und Leiter der Landstreitkräfte der NVA. Nach dem Ausscheiden aus der Militärakademie war er von 1965 bis 1970 Direktor des Instituts für Mechanisierung und Automatisierung der Truppenführung des Ministeriums für Nationale Verteidigung in Dresden. Im Jahr 1971 schied Bechler aus der NVA aus, wurde in den Ruhestand versetzt und lebte in Kleinmachnow bei Berlin. Bis 1989 blieb er als Mitglied des Bezirks-Komitees Potsdam der Antifaschistischen Widerstandskämpfer weiterhin aktiv.

## Familiäres Zerwürfnis mit Margret Bechler
Bernhard Bechler war seit 1938 mit Margret Dreykorn verheiratet, aus der Ehe gingen 1939 und 1940 zwei Kinder hervor. Im Gegensatz zu Bechler stand seine Frau immer zur Ehe; wurde auch deswegen verhaftet (siehe: Margret Bechler: Warten auf Antwort). Margret Bechler verblieb während des Krieges mit den Kindern in Altenburg/Thüringen. Wegen der Tätigkeit ihres Ehemannes für das NKFD und den BDO wurden ihr massive Repressalien durch das NS-Regime angedroht. Der Wehrmachts-Standortkommandant suchte sie Ende 1944 erfolglos zur Scheidung zu überreden. Nach einem Besuch der Gestapo im Jahre 1943 berichtete Margret Bechler, dass kommunistische Kuriere ihr von der Tätigkeit ihres Mannes für das NKFD berichtet hätten und über sie Kontakt zum NKFD suchten. Nachdem sie Albert Jacob mehrmals gebeten hatte, sie nicht mehr aufzusuchen, und er sie und ihre Kinder mehr und mehr in Gefahr brachte, meldete sie ihn 1944 nach einem Vorfall in ihrem Treppenhaus der Gestapo. Jacob wurde vom Volksgerichtshof zum Tode verurteilt und hingerichtet. Infolge Margret Bechlers Denunziation verhaftete die Gestapo zudem zwei weitere in Kontakt mit Jacob stehende Kommunisten , die ebenfalls hingerichtet wurden. Margret Bechler lehnte die Unterstützung eines Gnadengesuchs für Jacob schriftlich ab.
Am 9. Juni 1945 wurde Margret Bechler aufgrund einer Anzeige der Witwe Jacobs wegen ihrer Beteiligung am Tod Jacobs und der beiden weiteren Kommunisten von der amerikanischen Besatzungsmacht unter dem Vorwurf der Verbrechen gegen die Menschlichkeit verhaftet und am 1. Juli 1945 an die sowjetische Besatzungsmacht übergeben. Anschließend war sie bis 1950 ohne Anklage und ohne Urteil auf der Grundlage von Artikel II im Kontrollratsgesetz Nr. 10 in verschiedenen sowjetischen Internierungs- und Speziallagern weiter inhaftiert. Im Januar 1950 wurde sie von der Sowjetischen Besatzungsmacht an die Justiz der DDR übergeben, unter ihrem Mädchennamen Margret Dreykorn wegen der Mitwirkung am Tod dreier Kommunisten durch das Landgericht Chemnitz zu lebenslanger Haft verurteilt und in der Haftanstalt Hoheneck inhaftiert, aber bereits am 25. April 1956 begnadigt und auf ihren Wunsch in die Bundesrepublik Deutschland entlassen.
Bechler hatte im Juni 1945 nach seiner Frau gesucht und durch die sowjetische Besatzungsmacht von ihrer Verhaftung durch die Amerikaner erfahren. Bechler erfuhr wohl auch, dass seine Frau NKFD-Agenten an die Gestapo ausgeliefert hatte. Ab Juli 1945 entzog Bechler die Kinder seiner Ehefrau. Bechler gab in einer Erklärung 1946 an, dass ihm die sowjetischen Besatzungsbehörden im Juli 1945 mitgeteilt hätten, dass seine Frau für schuldig erklärt worden, aber nicht mehr auffindbar sei. Das Land Brandenburg erklärte Margret Bechler am 16. September 1946 offiziell für tot, die Ehe war damit rechtsoffiziell beendet, Bechler war im Rechtssinne Witwer. 
Bechler heiratete danach die Witwe und Kommunistin Erna Voll. Ermittlungen des antikommunistischen Westberliner Ausschusses Freiheitlicher Juristen zum Vorwurf der Bigamie gegen Bechler ergaben keine Anhaltspunkte für diesen Vorwurf.
Nachdem Bechler 1950 von dem bevorstehenden Prozess gegen seine Frau erfahren hatte, übergab er den Untersuchungsbehörden belastendes Material aus ihrem Tagebuch über ihre Denunziation Jacobs und ließ die Annullierung seiner früheren Ehe gerichtlich bestätigen.

## Auszeichnungen
- 1943: Deutsches Kreuz in Gold
- 1945: sowjetischer Orden des Vaterländischen Krieges II. Klasse
- 1958: Medaille für Kämpfer gegen den Faschismus 1933 bis 1945
- 1960: Orden Banner der Arbeit
- 1965: Vaterländischer Verdienstorden in Gold
- 1966: Kampforden „Für Verdienste um Volk und Vaterland“
- 1970: sowjetischer Orden des Vaterländischen Krieges I. Klasse
- 1981: Ehrenspange zum Vaterländischen Verdienstorden
- 1985 Medaille „40. Jahrestag des Sieges im Großen Vaterländischen Krieg 1941–1945“[10]